# Mellanriksbana
En mellanriksbana är en järnväg som går mellan Norge och Sverige, eller Sverige och Finland. Den första mellanriksbanan var Nordvästra stambanan, invigd 1871 från Laxå till Charlottenberg och över gränsen till Norge där den ansluter till Kongsvingerbanen. Andra mellanriksbanor är den norska Meråkerbanen och den svenska Mittbanan som tillsammans sträcker sig mellan Trondheim och Sundsvall, en sträcka som öppnade 1882. Mellan Sverige och Norge finns de två ytterligare mellanriksbanorna Malmbanan och Ofotbanen mellan Kiruna och Narvik, öppnad 1902, samt Dalslands Järnväg och Smaalensbanen mellan Halden och Mellerud, öppnad 1879. Mellan Sverige och Finland finns mellanriksbanan Torneå–Haparanda-banan. Mellan Sverige och Danmark finns sedan år 2000 Öresundsbanan. I Norge finns begreppet mellomriksbane med samma betydelse.